# Адольф (король Німеччини)
Адольф Нассау (нім. Adolf von Nassau; між 1250 та 1255 — 2 липня 1298) — король Німеччини 1292—1298 років, граф Нассау 1276—1298 років.

## Життєпис

### Граф Нассау
Походив з Нассауської династії. Син Вальрама II, графа Нассау, та Адельгейди фон Катценельнбоген. Народився між 1250 та 1255 роками. З дитинства приділяв увагу військовій справі. Також здобув гарну класичну освіту, вільно володіючи французькою мовою та латиною. У 1270 році оженився на доньці графа Ізенбург-Лімбург.
У 1276 (за іншими відомостями 1277) року після смерті батька успадкував графства Нассау. 1280 року переміг рід Еппштейнів, захопивши Зоннебурзький замок. 1283 року приєднав до своїх володінь феод Нассау-Еппштейн. У 1287 році надав місту Ідштайн привілеї та звів навколо мури. Це місто стало столицею володінь Адольфа.
За підтримки дядька, Ебергарда I фон Катценельнбогена, молодий граф Нассау опинився при дворі Рудольфа I Габсбурга, короля Німеччини, де здобув його ласку. Від короля отримав посади бургграфа замку Кальсмунт в Вецларі, а згодом — замку Гутенфельс біля Кауба.

### Король
З огляду на зарозумілість претендента Альбрехта, герцога Австрії, та небажання курфюрстів посилювати Габсбургів, вибір після загибелі короля Рудольфа I 1291 року впав на Адольфа Нассауського.
Герард II фон Еппштейн, архієпископ Майнцький, не бажаючи впровадження спадкового принципу в керуванні Німеччиною, підтримав обрання Адольфа в противагу Габсбургам. В свою чергу Зігфріду II фон Вестербургу, архієпископу Кельнському, (родичу Адольфа) вдалося схилити на бік Адольфа також інших курфюрстів, зокрема Боемунда I, архієпископа Триру, Вацлава II, короля Богемії, та Оттона III, герцога Нижньої Баварії.Натомість Адольф надав численні обіцянки, що дорівнювалися загалом 25 тис. маркам сріблом, а також земельні володіння, найзначущим з яких були Австрія та Штирія, обіцяні Богемії. 5 травня 1292 року його обрано королем Німеччини на рейхстазі в Франкфурті-на-Майні. 24 червня того ж року в Аахені відбулася коронація.
Проте Адольф I не міг та й не бажав виконувати надані ним обіцянки. Тому став шукати кошти, щоб домогтися незалежності від своїх колишніх друзів, які перетворилися тепер у ворогів. У 1292 році підтвердив права та привілеї міста Кельн, що суперечило інтересам архієпископа Кельнського. Незабаром підтвердив права Габсбургів на Австрію та Штирію. Водночас зумів повернути під контроль колишнє імператорське майно та посилив фінансову політику, що сприяло поповненню державної скарбниці. 1294 року купив місто Вейлбург в єпископа Вормсу.
1294 року король Німеччини взяв в Едуарда I, короля Англії, позику в 90000 марок золотом, пообіцявши йому за це допомогу в боротьбі з Філіпом IV Красивим, королем Франції. Але не поспішав виконувати обіцянки, зрештою ухопивши як привід заборону папи римського Боніфація VIII від 1295 року виступати проти Франції.
Маючи значні кошти Адольф спробував захопити маркграфства Мейсен і Остерланд, які мали статус вакантних ленів після вимирання мейсенської гілки Веттінів. Проте стикнувся з невдоволенням німецької знаті. Втім Адольф I продовжив політику, спрямовану на розширення власних володінь. Він 1293 року купив у Альбрехта II ландграфство Тюрингію, проти чого виступили Фрідрих і Дітрих — сини останнього від першого шлюбу.
Завдяки інтригам Альбрехта, герцога Австрії, та Герхарда, архієпископа Майнцского, який став найлютішим ворогом короля, Адольфа було викликано на колегію курфюрстів, щоб дати пояснення з приводу свого підступного вчинку з законними спадкоємцями Тюрінгії. Втім він не з'явився на колегію і 23 червня 1298 року було позбавлено корони. У той же день відбулося обрання Альбрехта Австрійського. Між обома противниками розпочалася війна.
Спочатку перевага була на боці Адольфа Нассау, який зумів заручитися допомогою міст. Після довгого безрезультатного маневрування він зважився дати битву, яка сталася між Гёльхаймом і Розенталь, на захід від Вормсу. На світанку 2 липня 1298 король пішов в атаку на австрійців. Ті зробили вигляд, що відступають, і заманили ворога на невигідну для кінноти позицію. Почався запеклий бій, причому сам Адольф хоробро рубався попереду своїх вояків і ближче до полудня загинув. Прах його був пізніше разом з прахом Альбрехта поміщено імператором Генріхом VII в імператорській усипальниці в Шпейєрі.

## Родина
Дружина — Імагіна, донька Герлаха IV, графа Ізенбург-Лімбурга
Діти:
- Генріх, помер молодим
- Рупрехт (1280—1304), граф Нассау
- Герлах (1288—1361), граф Нассау-Вісбаден
- Адольф (1292—1294)
- Вальрам (1294—1324), граф Нассау-Вісбаден
- Адельгейда (д/н-1338), абатиса монастиря Кларенталь
- Імагіна, померла молодою
- Матильда (1280—1323), дружина Рудольфа I, герцога Баварії